# Hermonassa hoenei
Hermonassa hoenei là một loài bướm đêm trong họ Noctuidae.